# Joaquim Santana Silva Guimarães
Joaquim Santana Silva Guimarães   (Lobito, 22 de març de 1936 - Freamunde, 24 d'abril de 1989) conegut simplement com a Santana, és un exfutbolista portuguès-angolès de la dècada de 1960.
Fou internacional amb la selecció de futbol de Portugal en cinc ocasions.
Pel que fa a clubs, destacà a SL Benfica. Va jugar com a titular la final de la Copa d'Europa de 1961, que el Benfica va guanyar contra el FC Barcelona per 3 a 2 al Wankdorf Stadium de Berna, la primera final de la Copa d'Europa que jugaven qualsevol dels dos equips. També fou titular a la final de la Copa d'Europa de 1963, que el Benfica va perdre contra l'AC Milan per 2 a 1 a l'estadi de Wembley a Londres, una derrota que va trencar una ratxa consecutiva de dues victòries portugueses a la Copa d'Europa, i que representà també la primera victòria italiana en la competició.